# 貝爾納多·普魯登西奧·貝羅
貝爾納多·普魯登西奧·貝羅（Bernardo Prudencio Berro，1803年4月28日—1868年2月19日），烏拉圭政治人物，烏拉圭民族黨成員。貝爾納多·普魯登西奧·貝羅於1860年至1864年擔任烏拉圭總統。